# Trioza bifurcata
Trioza bifurcata är en insektsart som beskrevs av Mathur 1975. Trioza bifurcata ingår i släktet Trioza och familjen spetsbladloppor. Inga underarter finns listade i Catalogue of Life.